# Забастовка Гданьской судоверфи (1981)
Забастовка Гданьской судоверфи (1981) (пол. Strajk w Stoczni Gdańskiej (1981)) — забастовка польских рабочих Гданьской судоверфи имени Ленина 13—16 декабря 1981 года. Являлась акцией протеста против военного положения и преследований профсоюза «Солидарность». Осуществлялась методами мирного протеста. Подавлена силами ЗОМО и армии по приказу WRON. В современной Польше считается актом демократического рабочего сопротивления.

## Военное положение в Гданьске
13 декабря 1981 года в Польше было введено военное положение. Власть перешла к Военному совету национального спасения (WRON) и неформальной военно-партийной «Директории» во главе с генералом Ярузельским. Начались репрессии против независимого профсоюза Солидарность. Забастовки и другие акции протеста жёстко подавлялись силами армии, милиции и госбезопасности.
Особое значение имело положение в Гданьске. Гданьская судоверфь имени Ленина была «колыбелью „Солидарности“». Здесь развернулось забастовочное движение в августе 1980, было подписано самое известное из Августовских соглашений. На Гданьской судоверфи работал электриком председатель «Солидарности» Лех Валенса. Директор предприятия Клеменс Гнех поддерживал независимый профсоюз. Гданьский воеводский комитет правящей компартии ПОРП возглавлял первый секретарь Тадеуш Фишбах, считавшийся «партийным либералом» и выступавший за диалог с «Солидарностью».
Власти закономерно ожидали здесь упорного сопротивления. В Гданьске сосредоточились значительные силы подавления. Комиссаром WRON здесь выступал командующий ВМС ПНР адмирал Янчишин. Поморским военным округом командовал член WRON генерал Ужицкий, участник интервенции в Чехословакию 1968. Воеводский комендант милиции полковник Анджеевский стоял на жёсткой позиции «партийного бетона». Свыше восьмисот бойцов насчитывало в Гданьске милицейское спецподразделение ЗОМО под командованием подполковника Муларчика — предназначенное для подавления уличных протестов и ставшее главным инструментом карательной политики WRON.
В ночь на 13 декабря гданьское управление Службы безопасности полковника Пашкевича провело серию задержаний руководителей «Солидарности». Задача упрощалась тем, что многие из них находились в Труймясто на заседании Всепольской комиссии профсоюза. В двух гостиницах Гданьска и Сопота были взяты около сорока человек (из ста двадцати запланированных). Среди интернированных оказался и председатель Валенса (важную роль в его задержании сыграл партийный секретарь Фишбах, недавний сторонник сотрудничества). Однако многие лидеры и активисты «Солидарности» в первую неделю ещё оставались на воле и пытались организовать сопротивление.

## Забастовочные комитеты
В первый же день военного положения избежавшие интернирования активисты создали в Гданьском порту Национальный забастовочный комитет (KKS). Председателем KKS стал ольштынский инженер Мирослав Крупиньский, членами — вроцлавский астроном Эугениуш Шумейко, вроцлавский математик Ян Вашкевич, вроцлавский рабочий-вагоностроитель Анджей Конарский, ченстоховский токарь Александр Пшигодзиньский. Комитет призвал к всеобщей забастовке с требованием отмены военного положения, освобождения всех интернированных и арестованных. Однако всеобщая забастовка в условиях военного блокирования всех профсоюзных коммуникаций была уже невозможна.
Тогда же на Гданьской судоверфи был создан Региональный забастовочный комитет (RKS). Его возглавил психолог Станислав Фудаковский, в состав комитета вошли, в частности, инженер Алоизий Шаблевский, монтажник Томаш Мощак, слесарь Богуслав Голомб, архитектор Кшиштоф Довгялло, актёр Шимон Павлицкий, дизайнер Регина Юнг. Заводской забастовочный комитет возглавили работники верфи Алоизий Шаблевский и Томаш Мощак. Активное участие в забастовке принимали историк Богдан Борусевич и крановщица Анна Валентынович, видные деятели общенациональной «Солидарности». Большое количество представителей интеллигенции, в том числе гуманитарной, во главе забастовки являлось особенностью гданьской «Солидарности» (не очень характерной для большинства региональных профцентров).
15 декабря на судоверфь перебрались водным путём члены KKS — таким образом, на предприятии действовали три забастовочных комитета: национальный, региональный, заводской. В забастовке принимали участие в общей сложности около семи тысяч человек, но численность бастующих снижалась день ото дня.

## Ход забастовки
13 декабря Гданьскую судоверфь блокировал отряд ЗОМО под прикрытием армейских танков. В ночь на 14 декабря бойцы ЗОМО прошли на территорию предприятия и задержали около десяти человек. Богдан Борусевич, ответственный за оборону забастовки, усилил охрану ворот. Директор Гнех предложил персоналу покинуть предприятие. Однако более половины работников остались, тем самым подтвердив участие в забастовке. Вечером ксёндз-иезуит Бронислав Срока отслужил мессу. Сотни людей оставались на верфи в ночь.
Борусевич и его товарищи подумывали о вооружении бастующих (использовать для этого предполагалось подходящие орудия труда) и активном сопротивлении. Был вывешен лозунг: «Национальный трибунал — гарантия наказания преступников и убийц польской нации!» Однако оставалось в силе решение проводить оккупационную сидячую забастовку исключительно в формате мирного протеста.
Ночью 15 декабря ЗОМО вновь прорвались на судоверфь. На этот раз количество захваченных превысило пятьдесят человек. Утром к верфи прибыл настоятель Церкви Девы Марии Станислав Богданович и обратился к осаждающим верфь военным. Он призвал не применять насилие против народа. В тот же день армейская часть была заменена — командование посчитало, что между солдатами и рабочими устанавливаются дружественные отношения. Но в надёжности ЗОМО сомнений не возникало.
Со стороны военных, милиции и прокуратуры звучали недвусмысленные предупреждения: в условиях военного положения забастовка является особо тяжким преступлением и карается вплоть до смертной казни. Милицейские и армейские офицеры изъявляли готовность стрелять на поражение. Информация, поступавшая из разных мест, свидетельствовала о жёстком подавлении протестов и о гораздо меньшем размахе забастовочного движения, чем можно было ожидать от десятимиллионного профсоюза. Всё это оказывало действие, среди бастующих распространялись растерянность и пессимизм.
Около шести утра 16 декабря танки снесли ворота и ЗОМО осуществили массированный прорыв на судоверфь. Были задержаны около двухсот человек. На предприятии установилась военная оккупация с тридцатью танками и бронетранспортёрами.

## Последствия
Забастовка Гданьской судоверфи была подавлена, однако протесты в Гданьске усилились. Горожане двинулись к воротам верфи стихийной демонстрацией. 16—17 декабря в Гданьске произошли крупные столкновения протестующих с милицией, несколько человек были ранены, один погиб. Власти ввели в Труймясто комендантский час.
Работа судоверфи была приостановлена и в полной мере возобновилась только 24 января 1982. Несколько сотен человек уволены за участие в забастовке. Снят с должности Клеменс Гнех, отказавшийся подписать приказ об увольнениях. В январе произошла смена регионального партийного руководства: «либерала» Фишбаха сменил сторонник жёсткого курса Станислав Бейгер.
30 марта 1982 в Гданьском воеводском суде начался процесс над лидерами забастовки. Станислав Фудаковский, Алоизий Шаблевский, Томаш Мощак, Кшиштоф Довгялло, Регина Юнг были приговорены к реальным срокам заключения от двух до четырёх лет. Ян Вашкевич помещён в психиатрическую больницу, но впоследствии оправдан судом. Ещё 234 человека подвернуты административным наказаниям. Мирослав Крупиньский и Александр Пшигодзиньский арестованы и осуждены отдельно — первый приговорён к трём, второй к шести годам заключения. Девять забастовщиков, в том числе Анна Валентынович и Богуслав Голомб, были интернированы.
Клеменс Гнех выступал на суде свидетелем защиты. Он заявил, что за две недели забастовки в августе 1980 бастующие рабочие не причинили предприятию такого ущерба, как бойцы ЗОМО за один день 16 декабря 1981.
Эугениуш Шумейко, Анджей Конарский, Богдан Борусевич сумели скрыться. 13 января 1982 они создали Всепольский комитет сопротивления (OKO). 22 апреля 1982 OKO был заменён Временной координационной комиссией (TKK) подпольной «Солидарности» под председательством Збигнева Буяка. Борусевич возглавлял региональную комиссию в Гданьске, в которой состоял и Шумейко. На Гданьской судоверфи был создан Временный заводской комитет (TKZ) под председательством Алоизия Шаблевского и заместителя Томаша Мощака, к тому времени освобождённых из заключения. В мае 1988 Гданьская судоверфь активно включилась в новую забастовочную волну, результатом которой стал Круглый стол и приход «Солидарности» к власти в 1989.
В интервью 2016, к 35-летию событий, Богдан Борусевич отметил, что забастовка Гданьской судоверфи могла обернуться кровопролитием, подобным расстрелу на шахте «Вуек». Однако трагического развития удалось предотвратить.